# 校田帳
校田帳（こうでんちょう）とは、古代日本の律令制において中央政府派遣の校田使または国司が、諸国の校田の結果を中央政府を報告するために作成された帳簿のこと。班田資格者を記した授口帳（じゅこうちょう）とともにセットとして扱われ、校田授口帳とも呼ばれている。
校田帳と授口帳の結果より実際の班田を行ったが、班田収授法の形骸化とともに校田帳の記述も不実なものとなっていった。このため、貞観4年（862年）に大規模な監査を行っている。